# Michail Dmitrijevitsj Gortsjakov

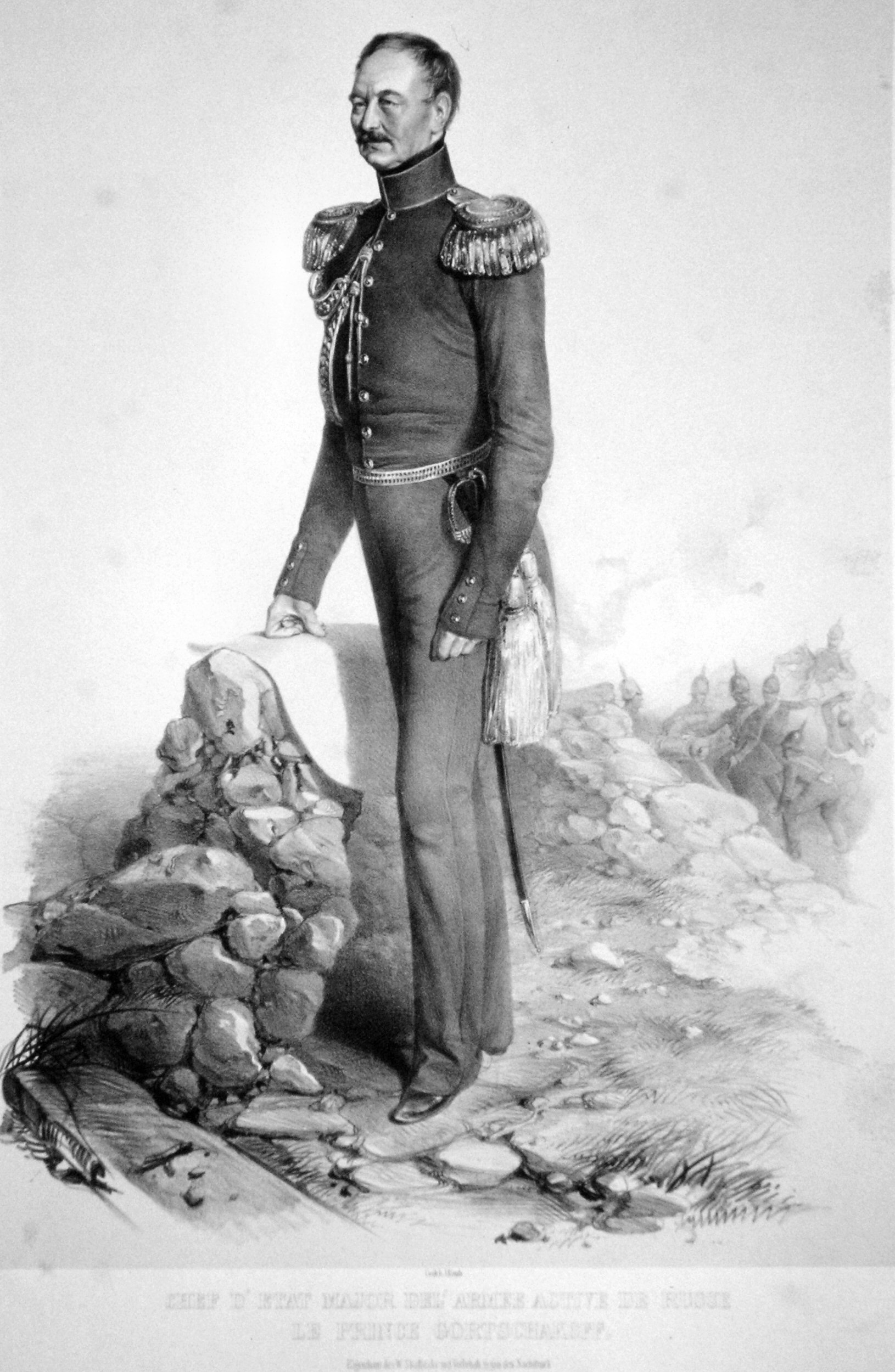
Portret uit 1849 door August Strixner.

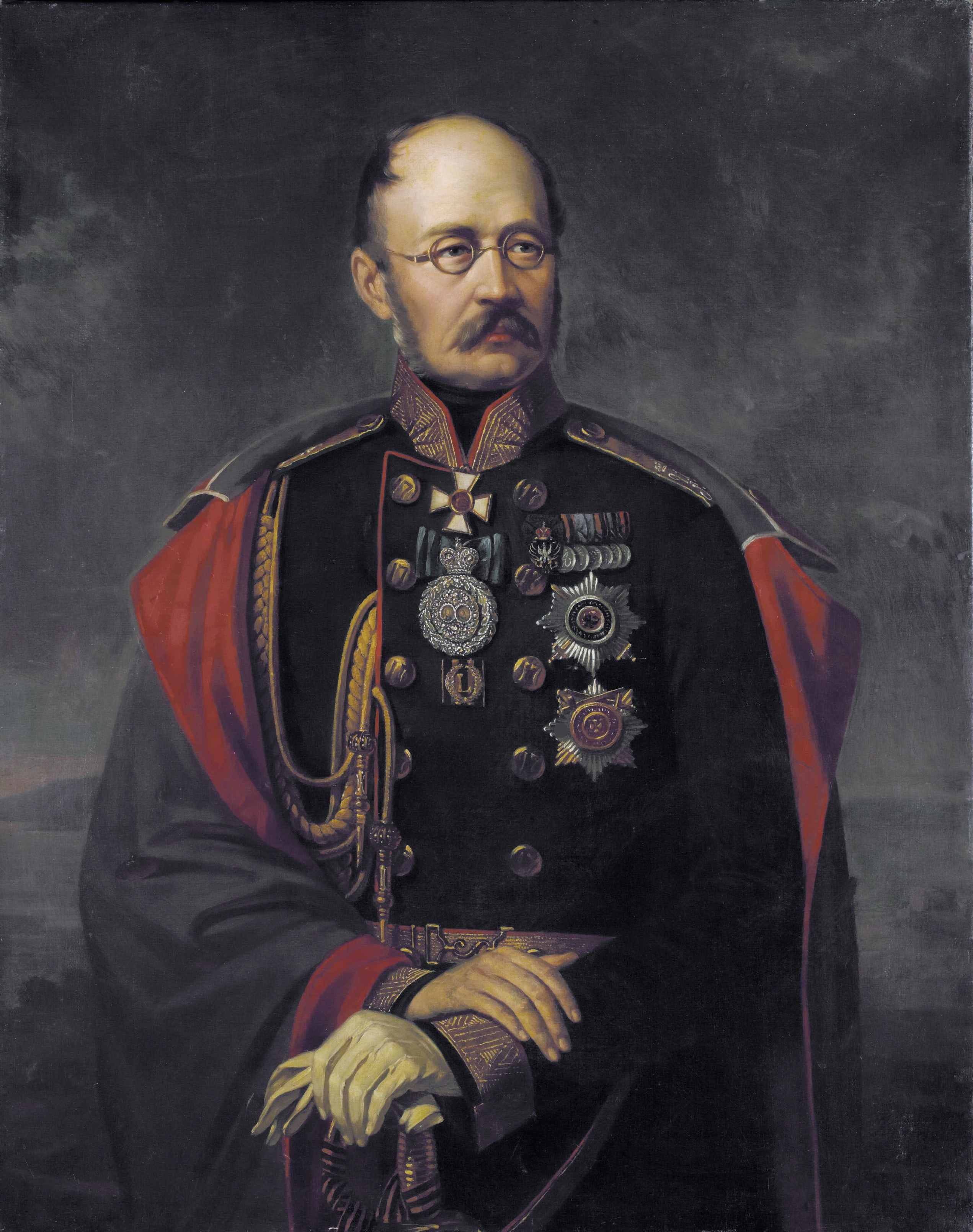
Portret uit 1860 door Jan Ksawery Kaniewski.

Prins Michail Dmitrijevitsj Gortsjakov (Russisch: Михаил Дмитриевич Горчаков) (Warschau, 8 februari 1793 – aldaar, 30 mei 1861) was een Russisch generaal die vocht in de Krimoorlog.

## Beginjaren
Michail en zijn broer Pjotr Dmitrijevitsj Gortsjakov waren de zonen van de schrijver Prins Dmitri Petrovitsj Gortsjakov en diens vrouw Natalie Boborykina. Michail ging in 1807 bij het Keizerlijk Russisch Leger als cadet van het bataljon artillerie van de Russische Keizerlijke Garde.
In 1809 was hij luitenant en vocht hij als adjudant van generaal-majoor Filippo Paulucci tegen Perzië.

## Napoleontische Oorlogen
In de Veldtocht van Napoleon naar Rusland kreeg hij na de Slag bij Borodino de Orde van Sint-Vladimir, na de Slag bij Bautzen de Orde van Sint-Anna en de Pruisische Orde Pour le Mérite. In 1824 werd hij Generaal-majoor. Tijdens de Russisch-Turkse Oorlog zwom hij op 29 mei 1829 als eerste over de Donau. Hij belegerde Silistra en Sjoemen.

## Polen
Op 6 december 1829 werd hij generaal. Op 7 februari 1831 verving Gortsjakov de gewonde generaal Ivan Soechozanet als hoofd van de artillerie. Hij sloeg mee de Novemberopstand in Polen neer en raakte gewond in de Slag bij Olszynka Grochowska op 25 februari 1831. Hij onderscheidde zich in de Slag bij Ostrołęka en de Slag bij Warschau.
De volgende jaren was hij als luitenant-generaal de stafchef van veldmaarschalk Ivan Paskevitsj. 
In 1846 werd hij militair gouverneur van Warschau. Hij voerde het bevel over de Russische artillerie in de Hongaarse Revolutie van 1848. In 1852 woonde hij als stafchef en als adjudant van de tsaar Rusland te Londen de begrafenis bij van Arthur Wellesley, 1st Duke of Wellington.

## Krimoorlog
Na de Russische oorlogsverklaring aan het Ottomaanse Rijk op 16 oktober 1853 werd hij opperbevelhebber van de bezettingstroepen in Moldavië en Wallachije. In 1854 stak hij de Donau over en belegerde hij Silistra. In april nam prins Ivan Paskevitsj op aandringen van de tsaar het bevel over, maar op 8 juni gaf die toen hij gewond was het bevel terug aan Gortsjakov. In juli werd de belegering van Silistra opgegeven onder Oostenrijkse diplomatieke druk en ook omdat Omar Pasja een ontzettingsleger op de been gebracht had. In de slag aan de Alma voerde Gortsjakov de rechtervleugel aan, maar hij viel toen zijn paard doodgeschoten werd en gaf het bevel over aan generaal Kwizinski. De Russen staken de Donau terug over en trokken zich in augustus terug naar Rusland.
In maart 1855 werd Gortsjakov opperbevelhebber van de Russische strijdkrachten op de Krim als vervanger van prins Aleksander Sergejevitsj Mensjikov. Gortsjakov verdedigde Sebastopol, trok zich terug naar het noordelijk stadsdeel tot in 1856 het Verdrag van Parijs ondertekend werd.
In 1856 volgde hij prins Paskevitsj op als namestnik van Polen. Hij stierf te Warschau, maar werd op eigen wens begraven te Sebastopol.
- Gemeinsame Normdatei: 126727082
- International Standard Name Identifier: 0000 0004 0879 6736
- Virtual International Authority File: 302093310
- WorldCat: E39PBJqbqtXYjCJByGmt3xmKh3